# یاسوهیرو تویودا
یاسوهیرو تویودا (انگلیسی: Yasuhiro Toyoda؛ زادهٔ ۲ مهٔ ۱۹۷۶) بازیکن فوتبال اهل ژاپن است.